# Orion (manga)
Pour les articles homonymes, voir Orion.
Orion (仙術超攻殻オリオン, Senjutsu Chōkōkaku Orion) est un shōnen manga de Masamune Shirow, prépublié dans le magazine Comic Gaia entre août 1990 et août 1991 puis publié par Seishinsha en un volume relié sorti en décembre 1991. La version française est publiée par Glénat en deux volumes sortis respectivement en septembre 1994 et janvier 1995.
Le manga suit le docteur Hebime, qui, pour le compte de l'empereur Sokoku, veut invoquer un naga à neuf têtes pour détruire tout le karma négatif. Maître Fuzen du clan Fuze s'oppose à ce projet et invoque le dieu Susano Orbatos pour le contrer.

## Résumé
L'histoire se déroule dans un monde futuriste où la magie a remplacé la technologie. Seska, après une journée de travail, se détend dans un bar lorsque des gardes impériaux surgissent : ils ont ordre de l'arrêter, ainsi que tous les membres de son clan. Elle parvient à prendre la fuite et se réfugie dans le domaine du clan, où son père fait d'elle le réceptacle d'une formule top-secrète.
Le docteur Hebime, éminence grise de l'empereur arrive alors à la tête d'un bataillon. Confirmant les soupçons de maître Fuzen, il explique qu'il souhaite invoquer un naga à neuf têtes pour détruire tout le karma négatif. S'ensuit un combat entre Hebime et maître Fuzen, qui avant de perdre parvient à invoquer le dieu Susano Orbatos afin de combattre le naga. Susano se déchaîne et détruit la capitale. Malgré tous les efforts employés par Hebime et ses hommes (dont l'invocation d'Hanuman, le dieu singe), Susano ne peut être vaincu.
Pendant ce temps, la formule liée au corps de Seska s'est activée, la transformant en divinité maléfique. Gardant des vestiges de sa personnalité, elle se rend au palais de l'empereur pour négocier une trêve. Elle parvient à le convaincre de sa sincérité mais, pervertie par la formule, elle invoque pour l'empereur les huit mages des ténèbres. Fuzen et Susano s'approchent quant à eux incognito du palais où ils se font repérer par la princesse Kushinata, ses gardes du corps et les gardes du palais. Profitant de la confusion qu'engendre le combat de Susano face aux huit mages, Hebime invoque un naga à neuf têtes.
Contrairement aux prévisions, le naga est totalement hors de contrôle et commence à détruire tout l'empire. Seska, qui a perdu la raison se débarrasse de Susano par une invocation et décide de laisser le naga se déchaîner, pensant pouvoir ainsi devenir impératrice. Susano revient alors de son propre chef du plan d'existence des dieux, ce qui le rend plus fort que la première fois, où il était dépendant d'une invocation. Il délivre alors la princesse Kushinata, ce qui a pour effet de détruire le naga, et de rendre sa santé mentale à Seska.

## Personnages
- Seska Fuzen : l'héroïne, fille de maître Fuzen, amoureuse du colonel Ronnel
- Susano Orbatos : le héros, dieu guerrier
- Maître Fuzen : chef du clan Fuze, cherche à empêcher l'invocation du naga à neuf têtes
- Docteur Hebime : éminence grise et grand sorcier de l'empereur
- Colonel Ronnel : colonel l'empire, amoureux de Seska
- Empereur Sokoku : empereur oisif qui a décidé de faire purifier le monde de ses pêchés par l'invocation du naga à neuf têtes
- Princesse Kushinata : demi-divinité qui a accepté d'être sacrifiée pour invoquer le naga à neuf têtes

## Manga
Orion est prépublié dans le Comic Gaia entre le 8 août 1990 et le 20 août 1991, entre le 1er et le 6e numéro du magazine. La série est publiée par Seishinsha en un volume relié sorti en décembre 1991  (ISBN 4-87892-007-6), réédité le 22 février 2010.
La version anglaise est éditée par Dark Horse Comics en six volumes sortis entre 1992 et 1993. La version française est publiée par Glénat en deux volumes sortis respectivement le 21 septembre 1994  (ISBN 2-87695-232-7) et le 25 janvier 1995  (ISBN 2-7234-1868-5).

## Adaptation animée
Orion est adapté en un court-métrage d'animation de 150 secondes produit par le Studio 4°C et réalisé par Yasuhiro Aoki, diffusé à Tokyo durant le Short Shorts Film Festival le 11 juin 2010.